# Petit Basset Griffon Vendéen
Petit Basset Griffon Vendéen (română Micul Basset Griffon Vendéen) este o rasă de câini din Vendée, Franța, care ajunge la 34–42 cm. înălțime, și 15–18 kg. Rasa a fost dezvoltată in regiunea La Vendéen în secolul al XVI-lea.

## Istorie

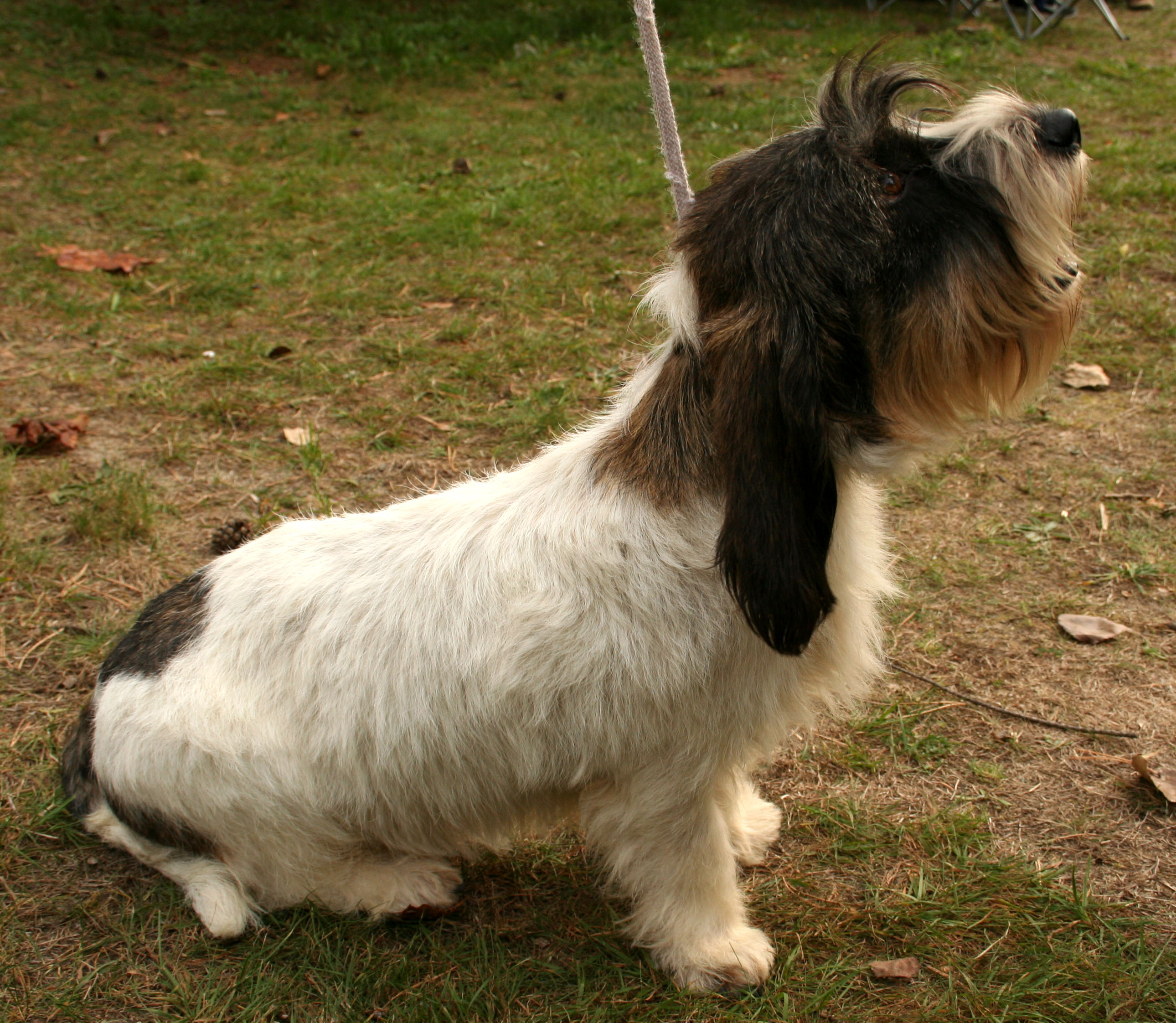
Un PBGV din profil.

Mărturii despre câine pot fi găsite până în urmă, în secolul al XVI-lea. Sunt originari din Vendée, o zonă din vestul Franței. Au fost crescuți mici, pentru a se descurca bine cu zona în care urmau să fie utilizați, care cerea un câine mic, rapid și inteligent. Există doua varietăți ale acestei rase, Grand și Petit, unul mic, unul ceva mai mare. Amândoi provin din aceeași rasă de început, de-abia din anul 1970 făcându-se diferența între cele două varietăți. Tot de atunci, încrucișarea între acestea a fost strict interzisă. Câinii mai sunt folosiți și în ziua de astăzi la vânătoare de căprioare, iepuri sau porci sălbatici. Varietatea mică se mai numește PBGV și este mai răspândită decât varietatea mare.

## Descriere fizică

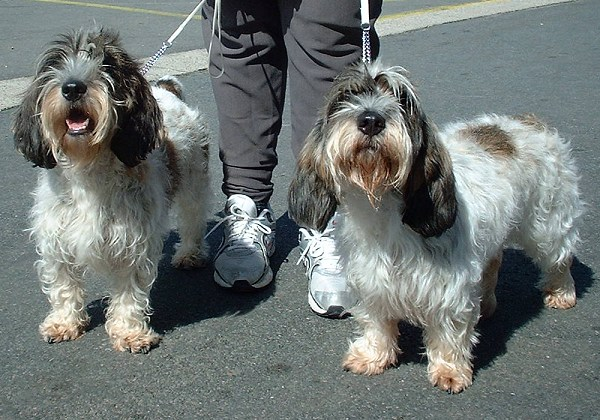
Doi Petit Basset Griffon Vendéeni.

Este un câine de talie mică spre medie (în funcție de varietate) cu un corp mai mult lung decât înalt, cu picioare scurte. Capul este puternic, lunguieț, cu un bot dreptunghiular și mai lung decât craniul, cu un nas negru sau maro. Ochii sunt mari, de culoare închisă. Urechile prinse sub linia ochilor sunt destul de lungi, lăsate și pliate spre interior cu un păr lung ca pe corp. Gâtul este lung, pieptul adânc, coada este groasă la bază, subțire la vârf, îndoită și lăsată. Blana are un păr aspru, tare, nu foarte lung, nu este ondulat dar are un aspect neîngrijit, zburlit. Are barbă, sprâncene și mustață. Pot fi unicolori (cenușii sau roșcați), bicolori (albi cu pete gri, roșcate sau portocalii) sau combinații de 3 culori (alb, negru și roșu; alb, gri și roșu; alb, cenușiu și roșu).

## Personalitate
Este un câine inteligent, vioi, curajos, îndrăzneț, activ, energic, social și uneori puțin încăpățânat. Prietenos, vesel, dornic să facă pe plac stăpânului, este sociabil cu străinii, cu copiii, nu are probleme cu alți câini și nici cu alte animale. Este destul de gălăgios șo este crescut de obicei în haită.

## Întreținere

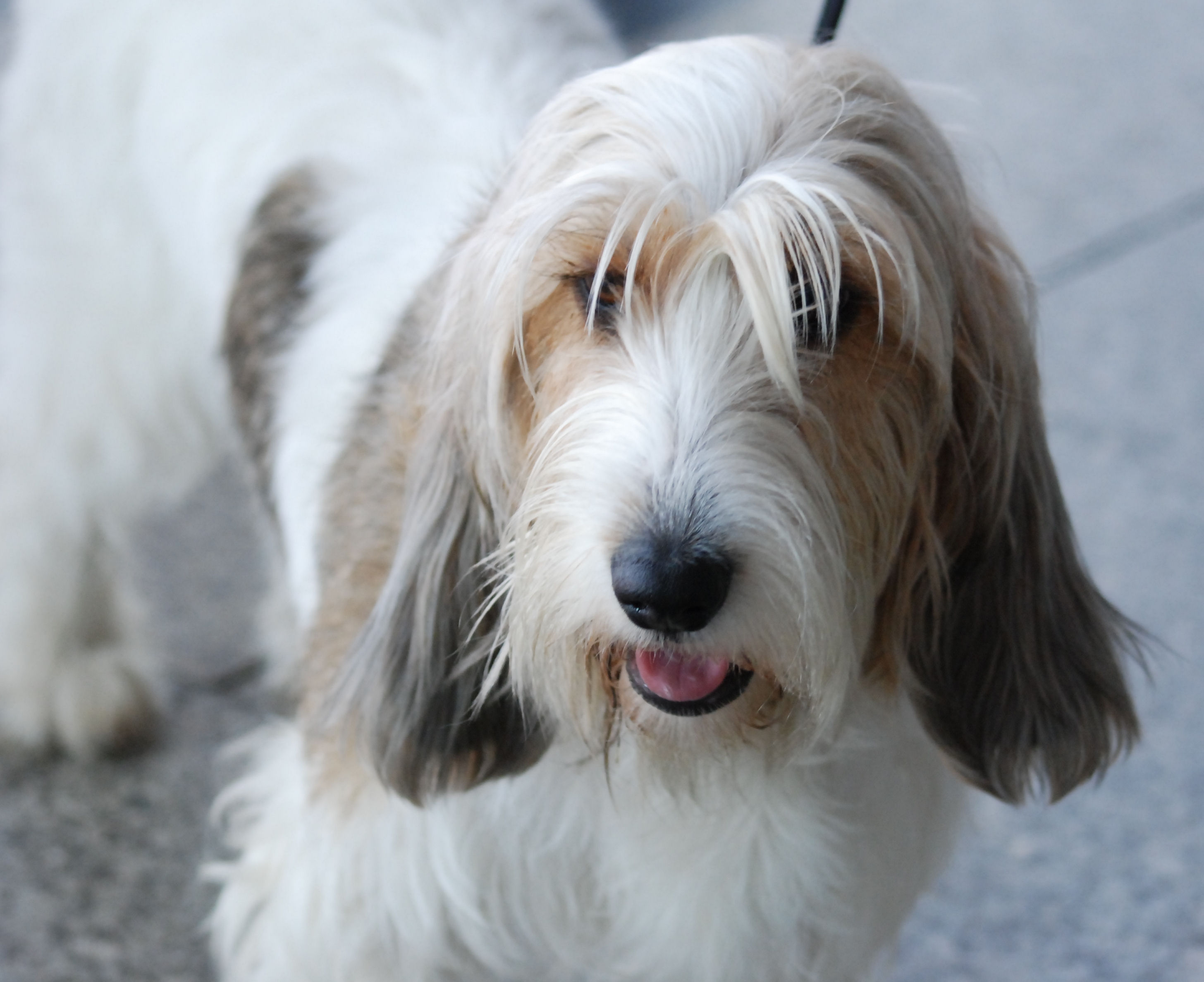
Botul unui PBGV.

### Îngrijire
Blana acestui câine trebuie periată și pieptănată regulat și odata pe an trebuie trimată. Ghearele la picioare se vor menține scurte și nu trebuie sa aibă păr în exces între pernuțele de la picioare. Urechile se vor menține curate.

### Hrana
Acești câini nu au nevoie de o cantitate mare de mâncare, dar trebuie hrăniți în mod inteligent. Cel puțin cât sunt mici, trebuie să beneficieze de o dietă specială, pentru a fi ajutați să se dezvolte așa cum trebuie pe viitor. 

### Boli
Câinele pare a fi, cel puțin după datele adunate până în acest moment, unul foarte sănătos, ferit de probleme ereditare sau congenitale. Oricum, este un câine cunoscut ca fiind dispus la epilepsie, dar crescătorii serioși au eliminat o mare parte din pericol.

### Dresaj
Este un câine puțin încăpățânat, independent și de aceea dresajul trebuie să fie ferm, consecvent, echilibrat, să se țină cont de frica câinelui și făcut cu răbdare.

## Utilitate
Varietatea mare este folosită la vânătoarea în haită a animalelor mai mari; iar varietatea mică se folosește la vânătoarea iepurilor; fazanilor. Sunt veseli și plăcuți companioni.

## Caracteristici
- Înălțime: 34-42 cm
- Greutate: 15-18 kg
- Durata de viață: 10-14 ani